# Prothoe angelica
Prothoe angelica är en fjärilsart som beskrevs av Butler 1885. Prothoe angelica ingår i släktet Prothoe och familjen praktfjärilar. Inga underarter finns listade i Catalogue of Life.